# Eugênio Alexandre Francisco, 1.º Príncipe de Thurn e Taxis
Eugênio Alexandre de Thurn e Taxis (Bruxelas, 11 de janeiro de 1652 – Frankfurt am Main, 21 de fevereiro de 1714) foi o primeiro chefe da Casa de Thurn e Taxis.

## Biografia
Foi o segundo filho do chefe do Serviço Postal de Thurn e Taxis, Conde Lamoral Claudius Francisco de Thurn e Taxis e de sua esposa, a Condessa Anna Franziska Eugenia von Horn.
Em setembro de 1676, após a morte de seu pai, Eugenio Alexandre tornou-se seu sucessor como diretor geral dos correios do Sacro Império Romano-Germânico, bem como dos Países Baixos Espanhóis. Em 1695, foi elevado a príncipe de Thurn e Taxis por Leopoldo I, tendo recebido a Ordem do Tosão de Ouro. Após a ocupação de Bruxelas pela França e a perda de posições nos Países Baixos, mudou-se para Frankfurt am main em 1702. Ele morreu em Frankfurt am Main, em 21 de fevereiro de 1714.

## Matrimônios e descendência
No dia 24 de março de 1678, Eugenio Alexandre casou-se com a princesa Ana Adelaide de Fürstenberg-Heiligenberg, falecida em novembro de 1701, com quem teve oito filhos, entre eles Anselmo Francisco de Thurn e Taxis. Em 21 de novembro de 1703, ele desposou a Condessa Anna Augusta von Hohenlohe-Waldenburg-Schillingsfürst.